# هنري دبليو. لوس
هنري دبليو. لوس (بالإنجليزية: Henry W. Luce)‏ هو مبشر أمريكي، ولد في 1868 في سكرانتون في الولايات المتحدة، وتوفي في 1941.